# Dullebakkersteeg
De Dullebakkersteeg is een steeg in de Nederlandse stad Leiden. De steeg heeft een lengte van zo'n 60 meter en loopt van de Haarlemmerstraat naar de Oude Rijn. Daar ligt sinds 1981 de Dullebrug. De steeg telt vijf gemeentelijke monumenten.
Panden aan de steeg hadden lange tijd voornamelijk bedrijfsbestemmingen en op de hoek met de Haarlemmerstraat zat een café. Op nummer 4 zat een boekbinderij, die in 1932 werd overgenomen en uitgebreid met een drukkerij. Dit bedrijf verhuisde naar buiten de stad in 1983. Op een van de panden op de hoek met de Oude Rijn bevindt zich een gevelreclame in art-nouveau-stijl, voor een voormalige ijzerhandel aan de Donkersteeg. Deze reclame dateert waarschijnlijk uit de jaren twintig van de twintigste eeuw.
In de zestiende eeuw heette het straatje Dullemakersteeg. Over de herkomst van de oude of de huidige naam valt niets met zekerheid te zeggen.